# Lirim Hajrullahu
Lirim Hajrullahu (Gjilan, 24 aprile 1990) è un giocatore di football americano kosovara con cittadinanza canadese, che gioca come kicker per i Toronto Argonauts.
Dopo aver giocato per la squadra universitaria canadese degli Western Mustangs non è stato selezionato nel Draft CFL 2014 e ha firmato con gli Winnipeg Blue Bombers come undrafted free agent. Ha quindi fatto parte dei roster di offseason e di stagione regolare di diverse squadre di CFL (Winnipeg, Toronto Argonauts e Hamilton Tiger-Cats), di NFL (Los Angeles Rams, Carolina Panthers, Dallas Cowboys e Washington Football Team) e di USFL (Philadelphia Stars).

## Palmarès
- 1 Grey Cup (Toronto Argonauts: 2017)